# Velika Rakovica
 Velika Rakovica  falu Horvátországban Zágráb megyében. Közigazgatásilag Szamoborhoz tartozik.

## Fekvése
Zágrábtól 20 km-re nyugatra, községközpontjától 2 km-re délkeletre a Zsumberk-Szamobori-hegység lábánál fekszik.

## Története
A falunak 1857-ben 154, 1910-ben 289 lakosa volt. Trianon előtt Zágráb vármegye Szamobori járásához tartozott. A falunak  2011-ben 504 lakosa volt.

## Lakosság
| Lakosság változása | Lakosság változása | Lakosság változása | Lakosság változása | Lakosság változása | Lakosság változása | Lakosság változása | Lakosság változása | Lakosság változása | Lakosság változása | Lakosság változása | Lakosság változása | Lakosság változása | Lakosság változása | Lakosság változása | Lakosság változása |
| ------------------ | ------------------ | ------------------ | ------------------ | ------------------ | ------------------ | ------------------ | ------------------ | ------------------ | ------------------ | ------------------ | ------------------ | ------------------ | ------------------ | ------------------ | ------------------ |
| 1857               | 1869               | 1880               | 1890               | 1900               | 1910               | 1921               | 1931               | 1948               | 1953               | 1961               | 1971               | 1981               | 1991               | 2001               | 2011               |
| 154                | 209                | 240                | 271                | 262                | 289                | 279                | 311                | 345                | 358                | 344                | 366                | 409                | 404                | 432                | 504                |

## Nevezetességei
A Mirnovec-kastély egy szabadon álló, "L" alaprajzú, földszintes ház alagsorral. Park és gyümölcsös veszi körül. A régebbi téglalap alakú kastélyt még a 18. században építették az akkori uradalom igényei szerint, a közepén a palotarésszel, a park felé kiugró árkádos rizalittal, szobákkal az udvar felé. 1820-tól a Reiser család tulajdonában volt, majd a 19. század végén épület hozzá az északi szárny. A kastély a helyi illír mozgalom találkozási helyeként kulturális és történelmi értékkel bír.